# مها البلوشي
مها عبدالله البلوشي (1 فبراير 1994-)، هي مجدفه إماراتية، وهي أول سيدة تنضم للمنتخب وتشارك في البطولات القارية والعالمية.

## مسيرتها الرياضية
شاركت في العديد من البطولات منها: الدورة الآسيوية الشاطئية بدانانج، البطولة العربية الحادية عشر للتجديف في تونس، بطولة التعاون لدول مجلس الخليج العربي بالدوحة ، حصدت العديد من الألقاب والميداليات في مشاركاتها المحلية والدولية.

### الانجازات
- الميدالية البرونزية في بطولة مجلس التعاون لدول الخليج العربي للتجديف داخل الصالات المغلقة والمقامة بدولة الكويت، وجاءت البلوشي بعد الكويتية سيفتلانا، والسعودية كاريمان أبو الجدايل التي حصلت على ذهبية البطولة.[3]
- المركز الثامن في الدورة الآسيوية الشاطئية بدانانج ، في منافسات الفردي.[2]
- المركز الثاني في الدورة الدولية العاشرة لبحيرة تونس.
- فضية البطولة الخليجية لسباق القوارب.
- بطلة الإمارات في التجديف الأولمبي لسنوات متواصلة بداية من 2016م[4]
- أول سيدة تدخل في منتخب الإمارات في البطولات القارية والعالمية.

## روابط خارجية
- مها البلوشي شخصية الأسبوع في "برنامج" رياضية.
- مها البلوشي على تلفزيون البحرين.